# Teatro Alfredo Mesquita
O Teatro Alfredo Mesquita foi inaugurado no dia 1 de dezembro de 1988. Construído pelo Prefeito Jânio Quadros, num terreno vago da Prefeitura de São Paulo. Hoje é utilizado em apresentações de espetáculos de dança, teatro e abriga uma pequena orquestra.
Seu nome é uma homenagem póstuma ao fundador da Escola de Arte Dramática (EAD) Alfredo Mesquita. Após dois anos e meio em reformas, foi reinaugurado em 14 de julho de 2012 com a peça A Primeira Vista, estrelada pela atriz Drica Moraes.

## Crítica
Em 28 de setembro de 2014, foi publicado na Folha de S.Paulo o resultado da avaliação feita pela equipe do jornal ao visitar os sessenta maiores teatros da cidade de São Paulo. O local foi premiado com três estrelas, uma nota "regular", com o consenso: "Fica próximo à praça Campo de Bagatelle, faz parte das salas administradas pela prefeitura e distribui ingressos grátis em algumas peças. O ponto fraco é que não oferece estrutura para atender ao público que aguarda pelo início da peça — não há bonbonnière nem espaço suficiente na sala de espera. O número de banheiros também não é suficiente."